# 湯沢三千男
湯沢 三千男（湯澤 三千男、ゆざわ みちお、明治21年（1888年）5月20日 - 昭和38年（1963年）2月21日）は、大正・昭和期の日本の政治家、内務官僚。内務大臣（第58代）、宮城県知事（官選第22代）、広島県知事（官選第26代）、兵庫県知事（官選第24代）、参議院議員（1期）。
随筆や美術評論を書いたり、画集を監修したりするなど文化人でもあった。

## 来歴

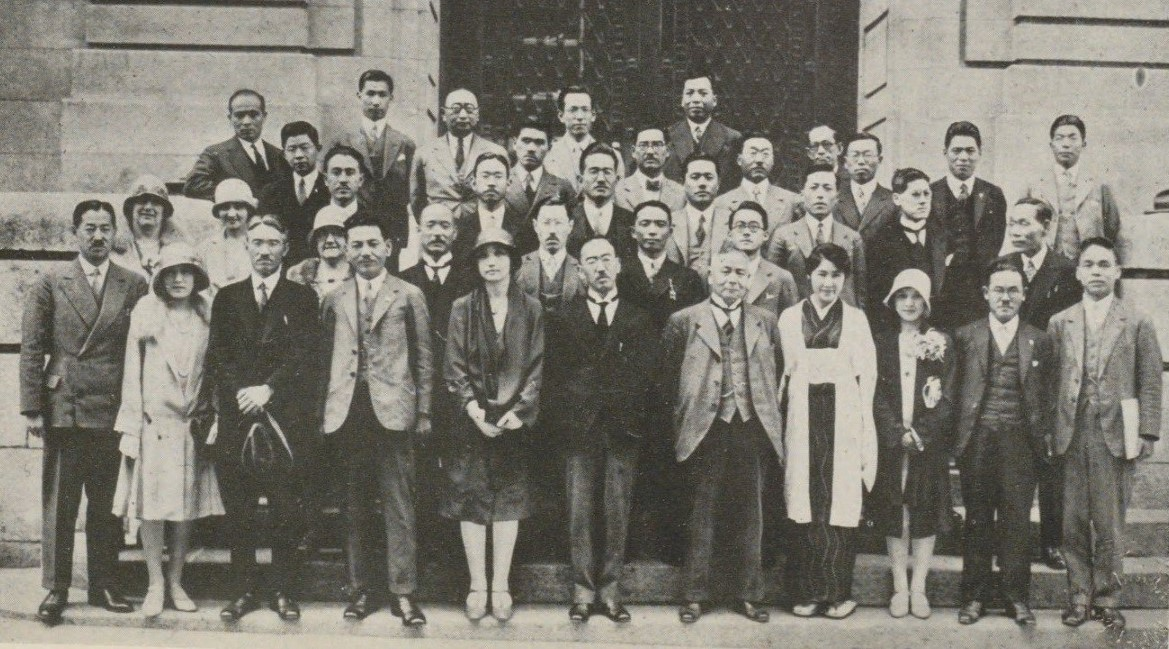
1929年にスイスのジュネーヴで開かれた国際労働会議に政府代表として参加した湯沢（最前列中央）

栃木県上都賀郡加蘇村（現鹿沼市）の宮司の子として生まれる。旧制第一高等学校を経て明治45年（1912年）に東京帝国大学法科大学経済学科を卒業後、内務省に入省する（福島県属）。地方官を歴任後、衛生局保健課長、社会局保険部長、同労働部長を歴任する。明治神宮競技大会の発案者であると言われている。昭和4年（1929年）に宮城県知事、同6年（1931年）に土木局長、広島県知事、同10年（1935年）に兵庫県知事となった。昭和11年（1936年）に内務大臣潮恵之輔のもとで内務次官を務める。
廣田内閣の崩壊後に退任。日中戦争勃発翌年の昭和13年（1938年）に中華民国臨時政府の顧問として中国に渡るが、そこで日本陸軍北支那方面軍の参謀副長であった武藤章と親しくなった。対満事務局参与や、武藤の縁で陸軍と強いパイプを築くことになった湯沢は昭和15年（1940年）に大日本産業報国会理事長に就任する。
昭和16年（1941年）の東條内閣成立に際して、開戦派によるクーデター防止を理由に首相東條英機が内務大臣を兼務したが、これを補佐する為の内務次官として武藤によって推挙されたのが湯沢だった。その後、太平洋戦争（大東亜戦争）が開戦となり、総選挙は戦時下の情勢を理由に一年延期となっていたが、緒戦の勝利に沸く国民感情を利用し、政府系の候補者で議会を独占しようと考えた東條は、「翼賛選挙」準備のために、昭和17年（1942年）2月7日、湯沢に内務大臣の地位を譲った。

### 翼賛選挙
内相就任後は、翼賛議員同盟の実力者山崎達之輔の実弟で内務省の要職を歴任した山崎巌を内務次官として旧既成政党関係者との連携を図った。同年4月30日の第21回衆議院議員総選挙では大規模な選挙干渉が行われる一方で、大政翼賛会内部では強力な後援会と政府とのつながりを背景に公認を獲得する既成政党出身の前職と、既成勢力の排除と新人による新生議会の形成を主張する軍部の一部や革新派、大日本翼賛壮年団との対立の激化、選挙の進め方を巡る湯沢との対立に起因する警保局長今松治郎、警視総監留岡幸男の辞任などの混乱が続いた。

### 地方自治改正法案と更迭
1942年の暮れに召集された第81帝国議会で湯沢は、東京都制法案と市制町村制改正案を提出した。東京都長官、市町村長を全て官選あるいは準官選にするという提案に、東條は議会や世論の政府批判につながることを憂慮して内閣書記官長星野直樹、法制局長官森山鋭一、企画院総裁鈴木貞一、情報局総裁谷正之とともに提案延期を説得し、翼賛政治会からも差し止め要請が出されたものの、湯沢は戦時下の今こそ内務省に人事権を取り戻す好機と踏んで提出したのである。ところが議会はこれを内務省の強権として激しく反発し、更に翼賛選挙の非推薦議員からは「翼賛選挙の違憲性」の問題が提示された。東條らの政治工作で両法案は一部修正を経て通過されたものの、湯沢は「挙国一致」性を疑われかねない政府と議会の対立を引き起こしたことで、東條からの信頼を失い、昭和18年（1943年）4月20日に更迭されることとなった。直後の同月30日に貴族院勅選議員に任じられて終戦を迎え、1946年（昭和21年）2月22日まで在任した。

### 戦後
戦後、公職追放となるが、追放解除後に中央社会保険医療協議会会長、市町村建設促進中央審議会会長、明治神宮総代などを歴任。昭和34年（1959年）の第5回参議院議員通常選挙に自由民主党公認候補として栃木県選挙区から立候補して当選し、在職中に死去した。死没日をもって勲一等旭日大綬章追贈（勲二等からの昇叙）、従三位から正三位に叙される。

## 著書
- 『支那に在りて思ふ』創元社、1940年 doi:10.11501/1268091

## 関連文献
- 『湯澤三千男さんの思い出 内務官僚・内務大臣』編者代表山岡憲一、同・刊行会、1963年

このほかメモや日記を遺しており、昭和天皇が終戦に際して街頭で国民に直接話してもよいと語った（松平康昌からの伝聞）ことや、画家熊谷守一との交流など、政治史や美術史の秘話も記されている。